# أنا تيخو
أنا تيخو (بالعبرية: אנה טיכו) (27 أكتوبر 1894 - 1 مارس 1980) رسامة إسرائيلية اشتهرت برسومها لتلال القدس.
حصلت على جائزة إسرائيل في الرسم في عام 1980.

## حياتها
ولدت أنا تيخو في عام 1894 في برنو في مورافيا (وهي منطقة تاريخية كانت وقتها جزءًا من الإمبراطورية النمساوية المجرية وتتبع اليوم جمهورية التشيك). وفي سن الخامسة عشر بدأت دراسة الرسم في فيينا في مدرسة للفنون يديرها إرنست نوفاك.
وفي عام 1912 سافرت إلى ما كان يُعرف آنذاك باسم متصرفية القدس في الإمبراطورية العثمانية مع والدتها بيرتا، للزواج من خطيبها طبيب العيون أبراهام ألبرت تيخو (1883-1960)، وتزوجا في 7 نوفمبر 1912 في القدس واستقرا في شقة تقع فوق مستشفى «ليمان تسيون» للعيون، وهو المستشفى الذي أعاد الدكتور تيخو فتحه قبل أربعة أشهر. وعملت كمساعدة لزوجها.
رحلت عائلة تيخو إلى دمشق في ديسمبر 1917، قبل أيام قليلة من الغزو البريطاني للقدس، حيث عمل الدكتور تيخو كطبيب في جيش الإمبراطورية النمساوية المجرية وعملت أنا كممرضة. وأصابتها حالة شديدة من التيفوس وأثناء فترة نقاهتها، عادت أنا تيخو إلى الفن من خلال رسم مناظر طبيعية، ولاحقا أتقنت هذا النوع من الرسم.
عادت عائلة تيخو إلى القدس في ديسمبر 1918 حيث أنشأ الدكتور تيخو عيادة خاصة تقع إلى الشمال من مبنى مستشفى «ليمان صهيون» الذي لحق به الدمار.
وفي عام 1924، اشترى الزوجان منزلًا كبيرًا محاطًا بالحدائق حيث عاشوا وعملوا. وبني ذلك المنزل حوالي عام 1864، على ما يبدو لعائلة النشاشيبي، وهي عائلة فلسطينية محلية بارزة. كان المنزل قد أقام فيه في السابق تاجر الآثار والمزور فيلهلم موسى شابيرا. واستضافت عائلة تيخو مسؤولين حكوميين محليين وبريطانيين في ذلك المنزل، بالإضافة إلى العديد من الفنانين والكتاب والأكاديميين والمثقفين. وفي أواخر حياتها قامت أنا تيخو بمنح المنزل، ومجموعتها الفنية، بما في ذلك العديد من أعمالها الخاصة، ومجموعة زوجها اليهودية الشاملة إلى مدينة القدس.
أقامت أنا تيخو عدة معارض فردية في فلسطين تحت الانتداب البريطاني وفي أوروبا خلال عشرينيات وثلاثينيات وأربعينيات القرن الماضي. وأقيم عدد أكبر من معارضها الفردية في السنوات التي أعقبت الحرب العالمية الثانية.
وتوفيت في 1 مارس 1980. ويستخدم منزل عائلة تيخو اليوم كفرع لمتحف إسرائيل، ويضم مطعمًا ومقهى شهيرًا.

## موضوعات فنية
في ثلاثينات القرن العشرين اتجهت أنا تيخو إلى رسم المناظر الطبيعية في منطقة القدس، فرسمت العديد من الرسوم المميزة لتلال القدس، وكذلك رسوما للسكان المحليين، وهذه الرسوم هي أكثر رسومها شهرة. وتوجد تلك الرسوم المرسومة بالألوان المائية في المتاحف الكبرى حول العالم.

## جوائز
- في عام 1970، حصلت أنا تيخو على جائزة ياكير يروشالايم (مواطن القدس الجدير).[15]
- في عام 1975، على جائزة ويليم ساندبرغ للفن الإسرائيلي من متحف إسرائيل في القدس.
- في عام 1980 حصلت على جائزة إسرائيل للرسم. [6]

## معارض فردية مختارة
- 1959 - متحف بتسلئيل الوطني، القدس، إسرائيل
- 1959 - متحف ستيديليك بأمستردام
- 1962 - متحف بالتيمور للفنون
- 1964 - معهد شيكاغو للفنون
- 1964 - متحف بويجمانز فان بيونينغن، روتردام
- 1967 - متحف روز للفنون، جامعة برانديز، والثام، ماساتشوستس
- 1970 - المتحف اليهودي (مانهاتن)، نيويورك
- 1972 - متحف أشموليان، أكسفورد، إنجلترا
- 1973 - متحف إسرائيل، القدس
- 1974 - متحف تل أبيب للفنون
- 1978 - متحف إسرائيل، القدس
- 1983 - المتحف اليهودي (مانهاتن)، نيويورك
- 2010 - متحف هيشت، جامعة حيفا، إسرائيل
- 2019 - متحف إسرائيل، بيت تيخو، القدس

## مجموعات عامة مختارة
- متحف إسرائيل، القدس
- متحف تل أبيب للفنون
- متحف ألبرتينا، فيينا
- متحف ريجكس أمستردام
- متحف بويجمانز فان بيونينغن، روتردام
- متحف ستيديليك أمستردام
- المتحف البريطاني، لندن
- متحف أشموليان، أكسفورد، إنجلترا
- المكتبة الوطنية الفرنسية، باريس
- متحف الفن الحديث، نيويورك
- معهد شيكاغو للفنون
- متحف بالتيمور للفنون
- متحف فوج، متاحف هارفارد للفنون، ماساتشوستس